# Porto Carras

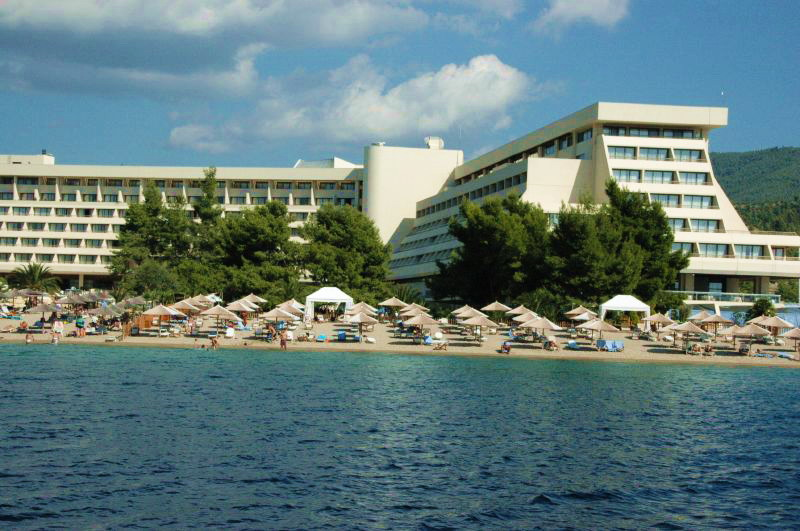
L'Hôtel Meliton

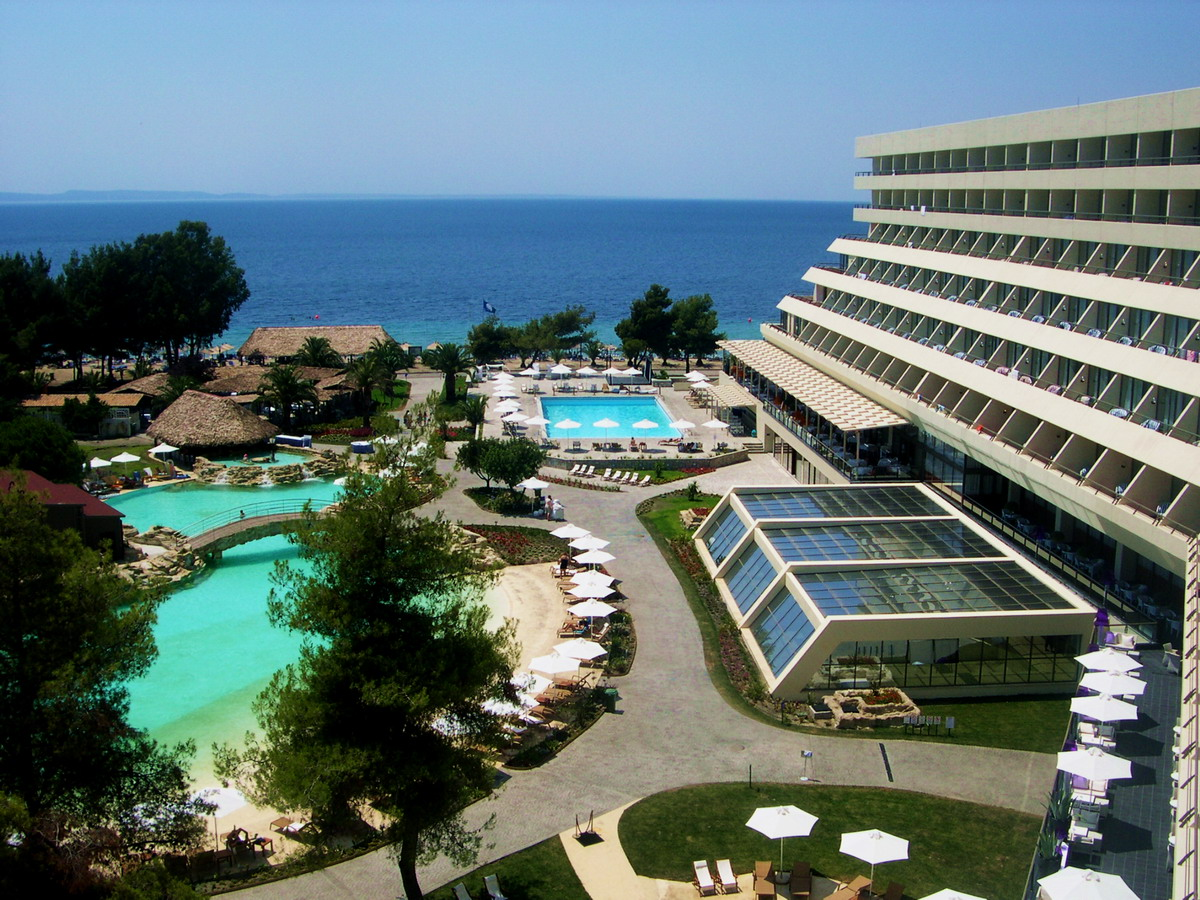
L'Hôtel Sithonia

Porto Carras (en grec moderne : Πόρτο Καρράς) est un complexe hôtelier de la péninsule de Sithonie, en Chalcidique. L'installation a été construite par l'armateur Giánnis Carrás (en), qui a chargé l'architecte du Bauhaus Walter Gropius de la planification. L'établissement est encore dans son état d'origine aujourd'hui et est considéré comme un bon exemple d'architecture fonctionnaliste des années 1970.

## Histoire
De grands complexes hôteliers ont été construits en Grèce jusqu'aux années 1960 par des chaînes internationales d'une part, et d'autre part, par le programme d'État Xenía. Giánnis Carrás avait chargé Walter Gropius de la planification, mais il est mort en 1969. Le bâtiment a ensuite été achevé par les employés de son cabinet, The Architects Collaborative.
L'hôtel a fait ses preuves en tant que lieu de congrès et d'événements internationaux, dont un sommet des chefs d'État et de gouvernement de l'Union européenne en 2003.
Le complexe se compose d'un hôtel 5 étoiles (le Meliton), d'un hôtel 4 étoiles (le Sithonia) et d'un complexe de bungalows (Village Inn). Font également partie du complexe une importante marina, un golf, un spa, des vignobles et la cave Porto Carras.

## Sports
Porto Carras a accueilli à plusieurs reprises de grands tournois d'échecs. En 2010 et 2015, les championnats du monde d'échecs des jeunes se sont déroulés dans ce complexe.
En 2011, le championnat d'Europe d'échecs des nations a été organisé, au cours duquel l'Allemagne a remporté un tournoi international par équipe pour la première fois depuis l'Olympiade d'échecs de 1939.
La Coupe d'Europe des clubs d'échecs de 2018 s'est également déroulée à Porto Carras.